# 4690 Strasbourg
4690 Strasbourg (1983 AJ) là một tiểu hành tinh vành đai chính bên trong được phát hiện ngày 9 tháng 1 năm 1983 bởi B. A. Skiff ở Flagstaff.